# 앨릭스 새먼드
앨릭샌더 엘리엇 앤더슨 "앨릭스" 새먼드(영어: Alexander Elliot Anderson "Alex" Salmond, 1954년 12월 31일~2024년 10월 12일)는 스코틀랜드의 정치인이다.
1987년부터 2010년까지 하원의 밴프 버컨 선거구의 하원 의원으로 활동했다. 1990년부터 2000년까지는 스코틀랜드 의회 수장으로 있었다.
1999년에 스코틀랜드 의회가 설치된 이후, 그는 밴프 버컨 선거구의 스코틀랜드 의회 의원으로 당선되었고, 거기에 동시에 영국의 국회의원이기도 하였다. 새먼드는 2000년에 당 대표직을 사임했고 스코틀랜드 의회에 재당선하려고 하지 않았다. 하지만 그는 2001년 영국 총선에서의 웨스트민스터 의원석을 유지하였다. 새먼드는 2004년에 스코틀랜드 국민당 대표로 다시 한번 당선되었고 다음해에 열린 2005년 영국 총선에서도 밴프-버컨 선거구 의원석을 차지했다. 2006년에 2007년 스코틀랜드 총선에서 대승을 거뒀고, 국가적으로는 스코틀랜드 국민당이 가장 큰 당일 정당으로 부상하게 되었다. 새먼드는 2007년 5월 16일에 스코틀랜드 의회에 의해 스코틀랜드 행정수반으로 당선되었다.
2007년 네 번째 스코틀랜드 행정수반으로 취임하였으며, 2011년 스코틀랜드 총선에서 그는 스코틀랜드 국민당을 절대 다수로 이끌었다. 정치적으로 새먼드는 반복해서 이슈가 되고 있는 2014년 스코틀랜드 독립 국민 투표에서 독립을 지지하였다. 새먼드는 지구 온난화 캠페인에 참여하고 있고 정부에서도 스코틀랜드에 배기 절감과 신재생 에너지 관련 제정을 하기 위하여 헌신하였다.

## 가족
- 배우자: 모리아 새먼드

## 역대 선거 결과
| 선거명      | 직책명             | 선거구         | 대수 | 정당              | 득표율 | 득표수   | 결과 | 당락                         |
| ----------- | ------------------ | -------------- | ---- | ----------------- | ------ | -------- | ---- | ---------------------------- |
| 1987년 선거 | 하원의원           | 밴프 버컨      | 50대 | 스코틀랜드 국민당 | 44.3%  | 19,462표 | 1위  | 밴프 버컨 하원의원 당선      |
| 1992년 선거 | 하원의원           | 밴프 버컨      | 51대 | 스코틀랜드 국민당 | 47.5%  | 21,954표 | 1위  | 밴프 버컨 하원의원 당선      |
| 1997년 선거 | 하원의원           | 밴프 버컨      | 52대 | 스코틀랜드 국민당 | 55.8%  | 22,409표 | 1위  | 밴프 버컨 하원의원 당선      |
| 1999년 선거 | 스코틀랜드의회의원 | 밴프 버컨      | 1대  | 스코틀랜드 국민당 | 52.6%  | 16,695표 | 1위  | 밴프 버컨 국회의원 당선      |
| 2001년 선거 | 하원의원           | 밴프 버컨      | 53대 | 스코틀랜드 국민당 | 54.2%  | 16,710표 | 1위  | 밴프 버컨 하원의원 당선      |
| 2005년 선거 | 하원의원           | 밴프 버컨      | 54대 | 스코틀랜드 국민당 | 51.2%  | 19,044표 | 1위  | 밴프 버컨 하원의원 당선      |
| 2007년 선거 | 스코틀랜드의회의원 | 고든           | 3대  | 스코틀랜드 국민당 | 41.4%  | 14,650표 | 1위  | 고든 국회의원 당선           |
| 2011년 선거 | 스코틀랜드의회의원 | 에딘버러이스트 | 4대  | 스코틀랜드 국민당 | 64.50% | 19,533표 | 1위  | 에딘버러이스트 국회의원 당선 |
| 2015년 선거 | 하원의원           | 고든           | 56대 | 스코틀랜드 국민당 | 47.7%  | 27,717표 | 1위  | 고든 하원의원 당선           |